# Guillaume de Machaut
Guillaume de Machaut (født ca. 1300, død 13. april 1377) var en fransk komponist og digter. Han er den førende repræsentant for stilen ars nova og anses både som komponist og som digter for at være Frankrigs betydeligste i det 14. århundrede. I nutiden er hans mest kendte værk Messe de Notre Dame; men faktisk ligger hans største indsats i motetter og verdslige sange.
Han har også skrevet musik i genren virelai, som han blev betragtet som en mester indenfor.
- Wikimedia Commons har flere filer relateret til Guillaume de Machaut